# What3words
what3words — система геокодирования.
Поверхность Земли разбита на квадраты со стороной 3 метра. what3words кодирует каждый квадрат с помощью трёх слов. Фонтан у Адмиралтейства в Санкт-Петербурге находится в квадрате «///анкета.милая.сеанс» а Александровская колонна «///бродить.всплеск.артист».
Преимущество этой системы лежит в простоте запоминания трёх слов вместо длинной последовательности цифр или букв. what3words имеет свой веб-сайтАрхивная копия от 11 апреля 2019 на Wayback Machine и существуют приложения для iOS и Android.

## Применение
Несколько государств интегрировало систему What3words в свои почтовые службы:
- Джибути
- Кот-д’Ивуар
- Монголия
- Нигерия
- Соломоновы Острова
- Синт-Мартен
- Тонга

Таким образом, можно адресовать почтовые отправления в места, которые не имеют обычного почтового адреса (поселение, улица, номер дома).